# 김병곤 (축구인)
김병곤(1984년 2월 8일 ~ )은 대한민국의 전 축구 선수이며, 포지션은 골키퍼였다.